# تورونچلو، کزن
تورونچلو، کزن (به لاتین: Turunçlu, Kozan) یک منطقهٔ مسکونی در ترکیه است که در قوزان (ترکیه) واقع شده‌است.